# Pyongyang
Pyongyang (P'yeongyang [pʰjɔŋjaŋ], hangul: 평양, hanja: 平壤), äldre namn Changan, är huvudstaden och den största staden i Nordkorea, belägen i den sydvästra delen av landet, vid Taedonfloden. Staden är i egenskap av landets huvudstad en så kallad direktstyrd stad (med ungefär samma status som landets provinser) och hade 3,3 miljoner invånare vid folkräkningen 2008. Själva centralorten hade vid samma tidpunkt 2,6 miljoner invånare.

## Historia
Enligt legenden grundades staden redan år 2333 f.Kr. som Wanggŏmsŏng och blev en storstad i forna Go-Joseon. Arkeologiska utgrävningar har visat att platsen har varit bebodd länge och varit en viktig plats. Under en period var den huvudstad i Koguryo-kejsardömet. Under Joseondynastin var staden huvudstad i P'yŏngan-provinsen och senare för Södra P'yongan. Staden avskiljdes från provinsen Södra P'yongan år 1946 och blev då en egen provins i landet. Under den sovjetiska ockupationen blev Pyongyang huvudstad för Demokratiska folkrepubliken Korea när staten grundades 1948.
Staden bombades sönder av USA under Koreakriget och under en kort tid var den ockuperad av Sydkorea. Efter kriget byggdes staden upp med sovjetisk hjälp, och har därför mycket socialistklassicistisk arkitektur. Staden kännetecknas av breda avenyer och storslagna monument, såsom Återförenandebågen, Triumfbågen, Kim Il-Sung-mausoleet, Juchetornet och två av världens största idrottsarenor (Rungnado-Första majstadion och Kim Il-Sung Stadium). Ett antal stora hotell finns i staden. Stadens högsta byggnad är det 330 meter höga, icke-färdigställda Ryugyong Hotel.
Den nordkoreanska regimen har under lång tid satsat stora resurser på att göra Pyongyang till landets fönster mot omvärlden[källa behövs], stora monument, skyskrapor, lyxhotell, varuhus, gigantiska idrottsanläggningar och paradgator med mera dominerar stadsbilden.

## Transport

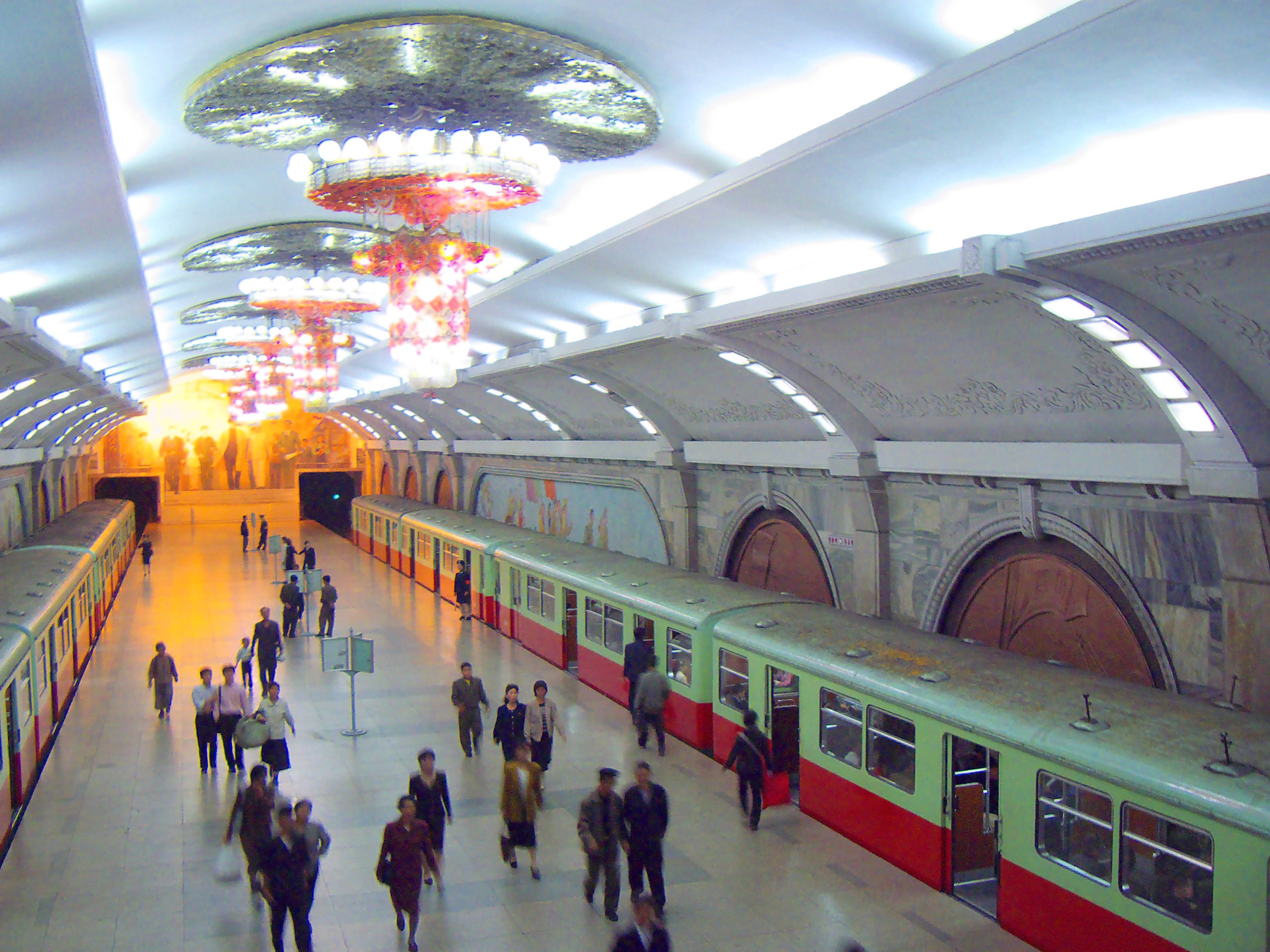
Tunnelbanestationen Puhung ("Rekonstruktion"), Pyongyang Metro

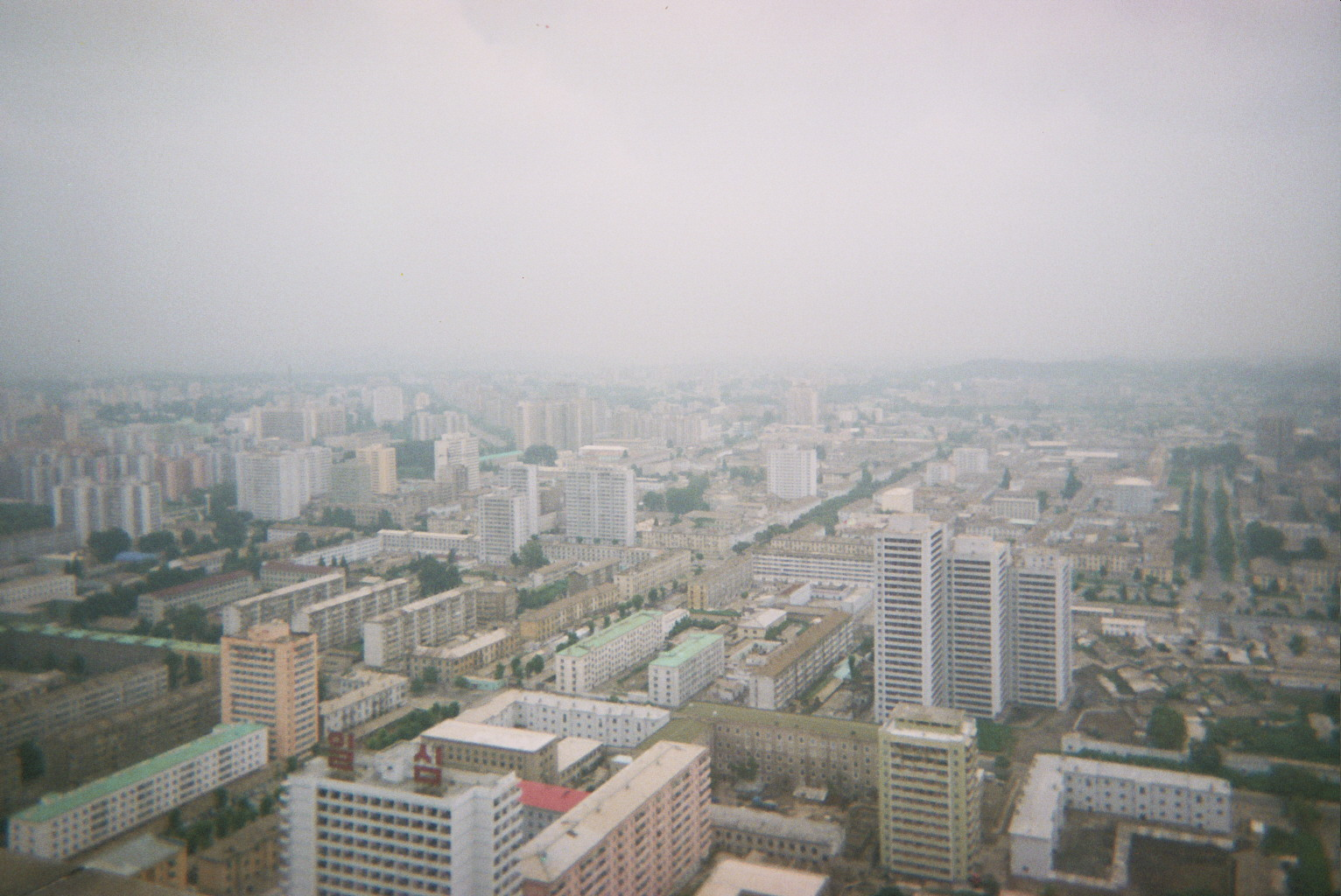
En del av Pyongyang uppifrån

Pyongyang har ett tunnelbanesystem med två linjer, och en total längd på 22,5 km där det även finns spårvagn och trådbussar. I den västra delen finns det inte speciellt mycket bilar utan lokalbefolkningen tar cykeln eller tunnelbanan istället. På grund av brist på elektricitet används inte trafikljus utan istället dirigeras trafiken av trafikpolis.
Staden har även en flygplats, Sunan International Airport, som har veckovisa flygningar till Peking och Shenyang i Kina samt Vladivostok i Ryssland och ett flertal inhemska städer. Det går även tåg ifrån staden till Moskva och Peking. En resa tar cirka 24 timmar från Pyongyang till Peking och sex dagar från Pyongyang till Moskva.
Taedongfloden rinner genom staden och slutar vid hamnstaden Nampo cirka 50 km bort.

## Administrativ indelning
Stadsområdet var år 2008 indelat i nitton urbana distrikt (guyŏk) samt fyra landsbygdsdistrikt (gun).

### Urbana distrikt
- Chung
- Hyongjesan
- Mangyongdae
- Moranbong
- Potonggang
- Pyongchon
- Rakrang
- Ryokpo
- Ryongsong
- Sadong
- Samsok
- Songyo
- Sosong
- Sunan
- Sungho
- Taedonggang
- Taesong
- Tongdaewon
- Unjong

### Landsbygdsdistrikt
- Chunghwa
- Kangdong
- Kangnam
- Sangwon

### Orter
Pyongyangs administrativa gräns omfattar centralorten (2 581 075 invånare år 2008) samt ytterligare 131 orter av varierande storlek.

### Administrativ förändring 2010
Utländska medier rapporterade i mitten av 2010 att delar av stadens administrativa område förts över till provinsen Norra Hwanghae, belägen söder om Pyongyang. Detta grepp sågs som ett försök att avlasta huvudstaden och att underlätta hanteringen av den matbrist som råder. Området som berörs är det urbana distriktet Sungho samt landsbygdsdistrikten Chunghwa, Kangnam och Sangwon. Pyongyangs sammanlagda yta skulle därmed krympt med över en tredjedel, och den totala folkmängden med cirka en tiondel.

## Ambassader i Pyongyang
- Bulgariska ambassaden i Pyongyang
- Kinas ambassad i Pyongyang
- Tjeckiska ambassaden i Pyongyang
- Egyptiska ambassaden i Pyongyang
- Indiens ambassad i Pyongyang
- Indonesiska ambassaden i Pyong Yang
- Malaysias ambassad i Pyongyang
- Pakistanska ambassaden i Pyongyang
- Polska ambassaden i Pyongyang
- Rumänska ambassaden i Pyongyang
- Svenska ambassaden i Pyongyang
- Vietnamesiska ambassaden i Pyongyang
- Jemens ambassad i Pyongyang

## Galleri

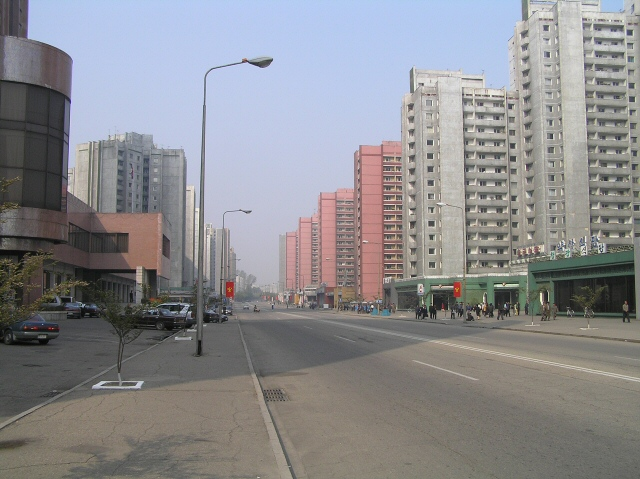
Typisk gata i Pyongyang
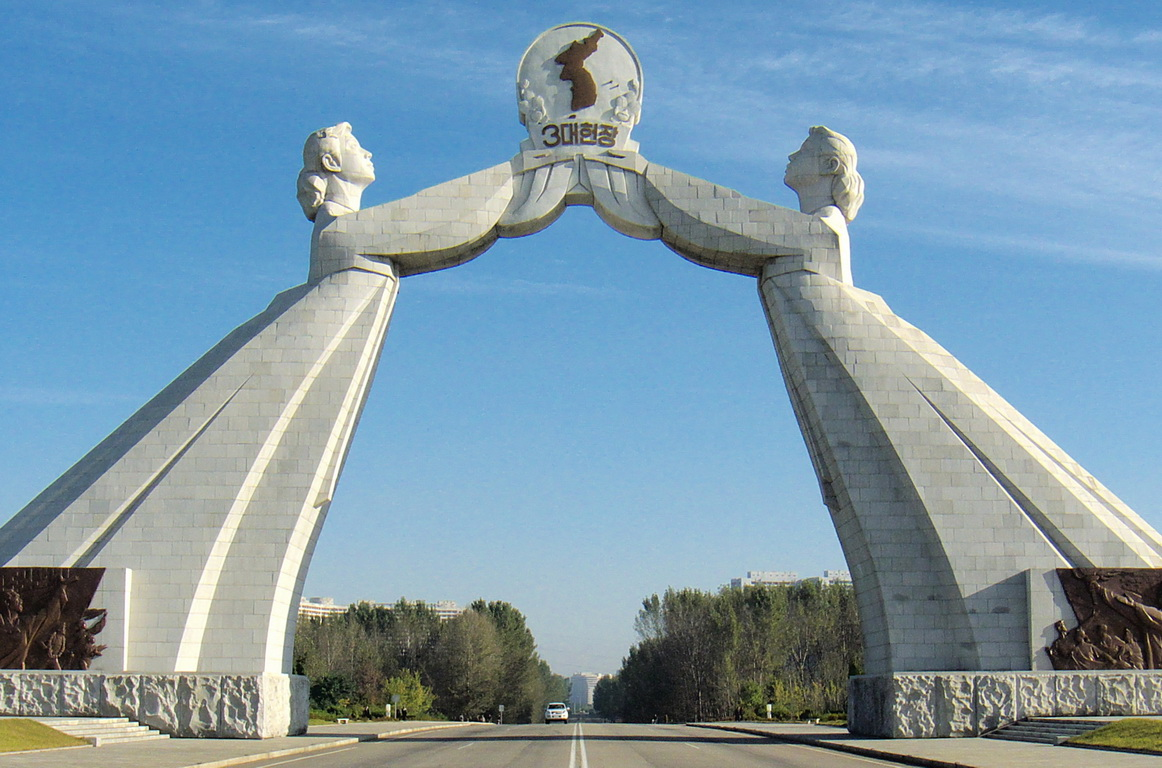
Återförenandebågen, staty över Koreas enande
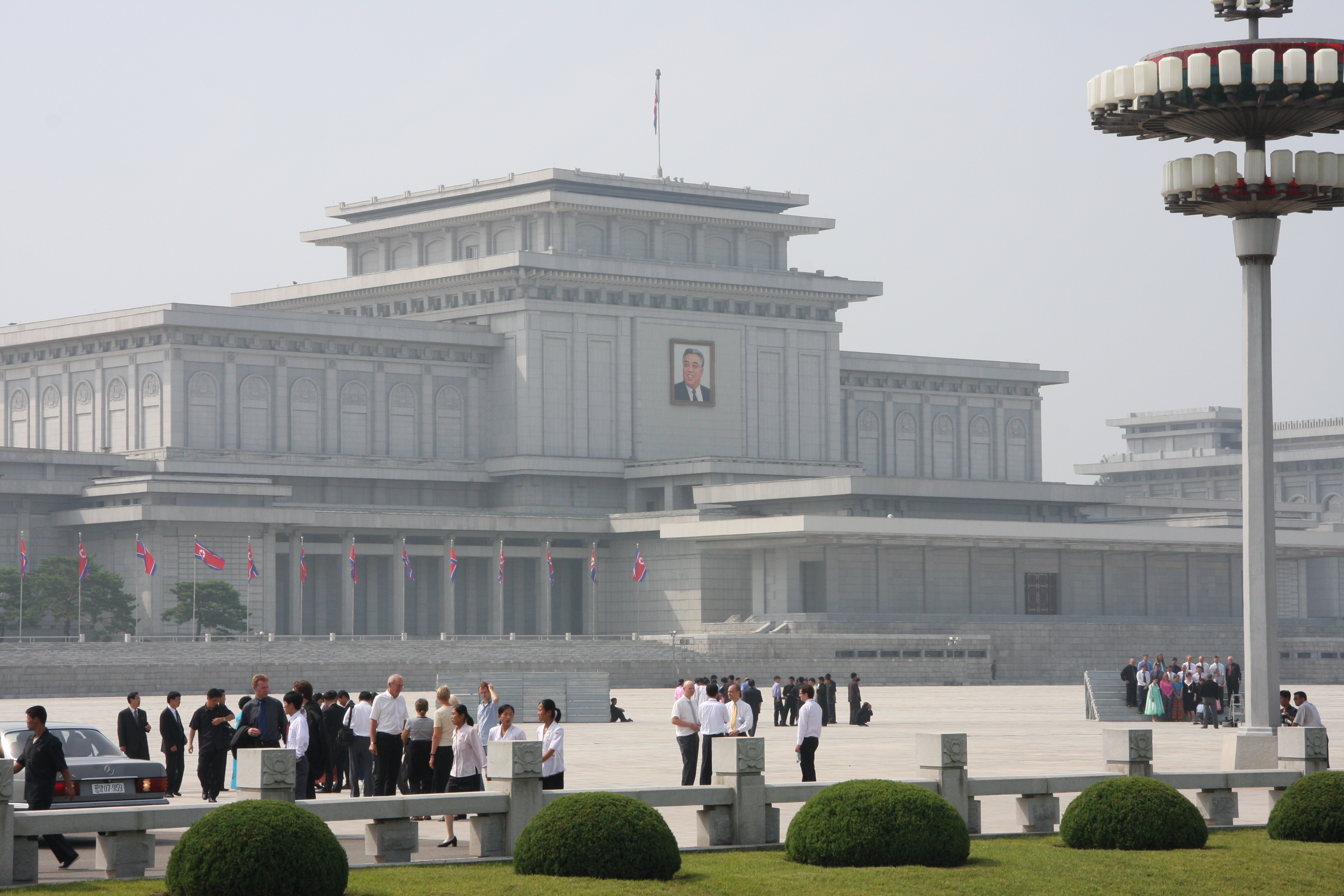
Kim II Sungs mausoleum
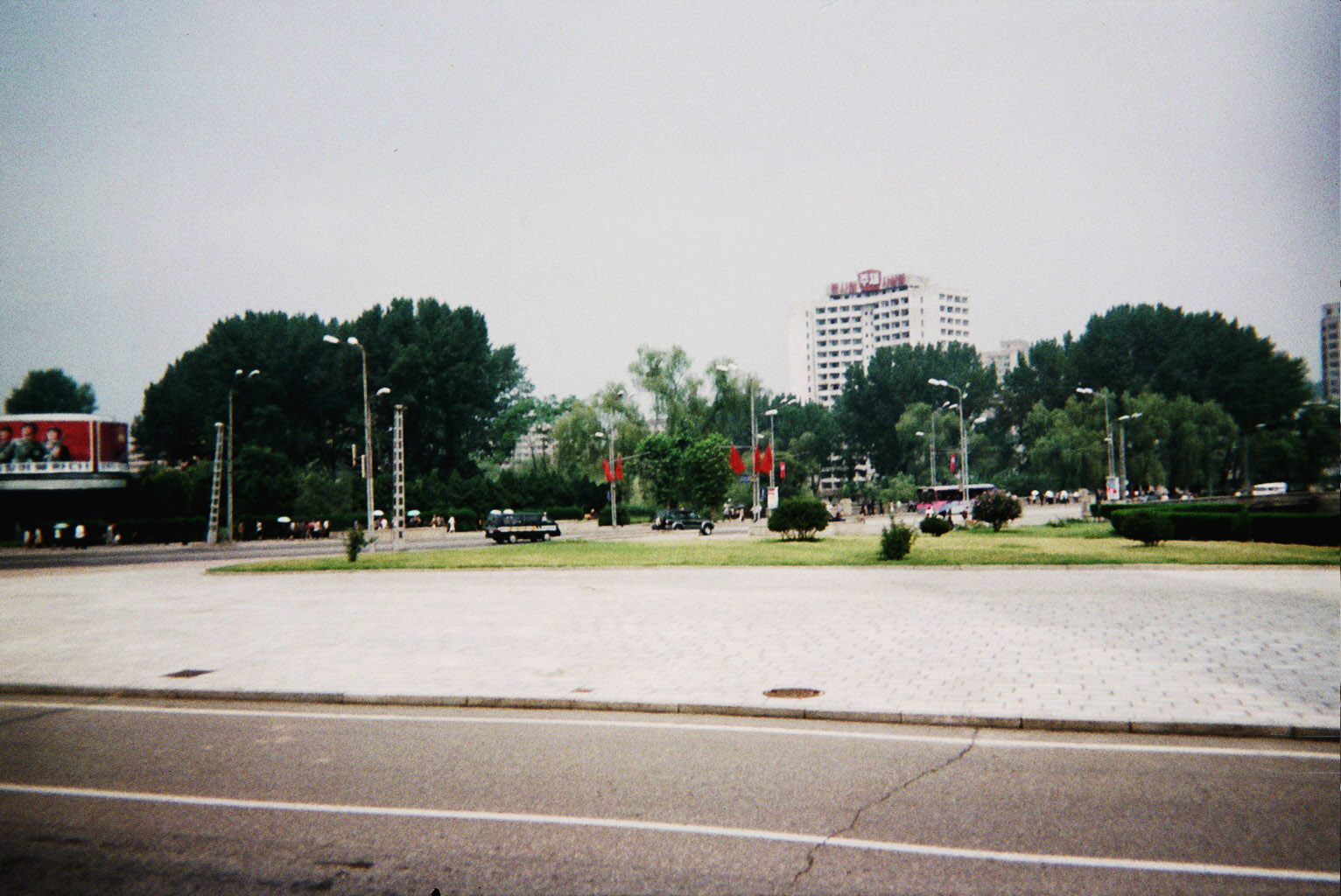
Pyongyang

## Vänorter
- Katmandu, Nepal